# Pallacanestro agli Island Games 2019 - Torneo maschile
Il torneo di Pallacanestro agli Island Games 2019 si è svolto dal 7 al 12 luglio 2019, a Gibilterra.

## Classifica
| Oro     | Isole Cayman   |
| Argento | Saaremaa       |
| Bronzo  | Gibilterra     |
| 4.      | Guernsey       |
| 5.      | Isola di Man   |
| 5.      | Minorca        |
| 7.      | Jersey         |
| 7.      | Gotland        |
| 9.      | Isola di Wight |
| 10.     | Fær Øer        |
| 11.     | Isole Åland    |